# Sexualsystem der Pflanzen

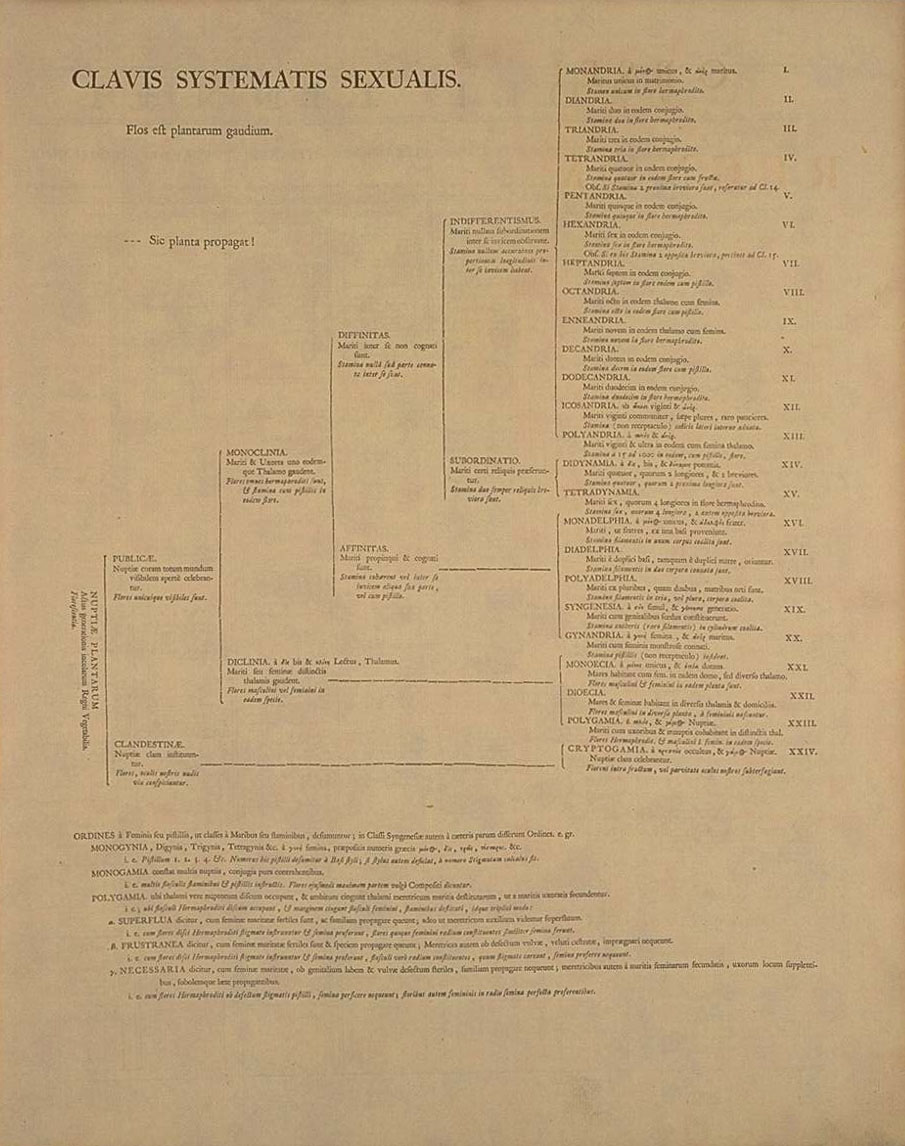
Clavis Systematis Sexualis (Schlüssel zum Sexualsystem) in der ersten Auflage von Systema Naturae (1735).

Als Sexualsystem der Pflanzen wird Carl von Linnés wegweisende botanische Klassifikation des Pflanzenreiches bezeichnet, in der er die Pflanzen anhand von Merkmalen ihrer Fortpflanzungsorgane klassifizierte. Die Grundzüge dieses Systems veröffentlichte Linné zum ersten Mal Ende 1735 in der ersten Auflage seines Werkes Systema Naturae.

## Klassifizierungsmethode
In seinen Schriften verwendete Linné den Begriff Fructificatio, der sich von den lateinischen Begriffen fructus („Frucht“) und facere („hervorbringen“) ableitet und mit Fruchtbildungsorgane wiedergegeben werden kann. Linné verstand darunter die Gesamtheit der Bestandteile einer Blüte, die der Fortpflanzung dienen. Besondere Bedeutung maß er den Staubblättern und Stempeln, also den männlichen und weiblichen Geschlechtsorganen einer Pflanze, bei.
Linné definierte seine Klassen durch die Sichtbarkeit und Lage der Fruchtbildungsorgane sowie durch die Eigenschaften der Staubblätter. Die Ordnung ergab sich bei ihm aus der Zahl und den Lageverhältnissen von Staubblättern und Stempeln. Er war sich bewusst, dass er die Pflanzen nach einem künstlichen System ordnete, das die natürlichen Verwandtschaftsverhältnisse nicht berücksichtigte.

## Linnés System

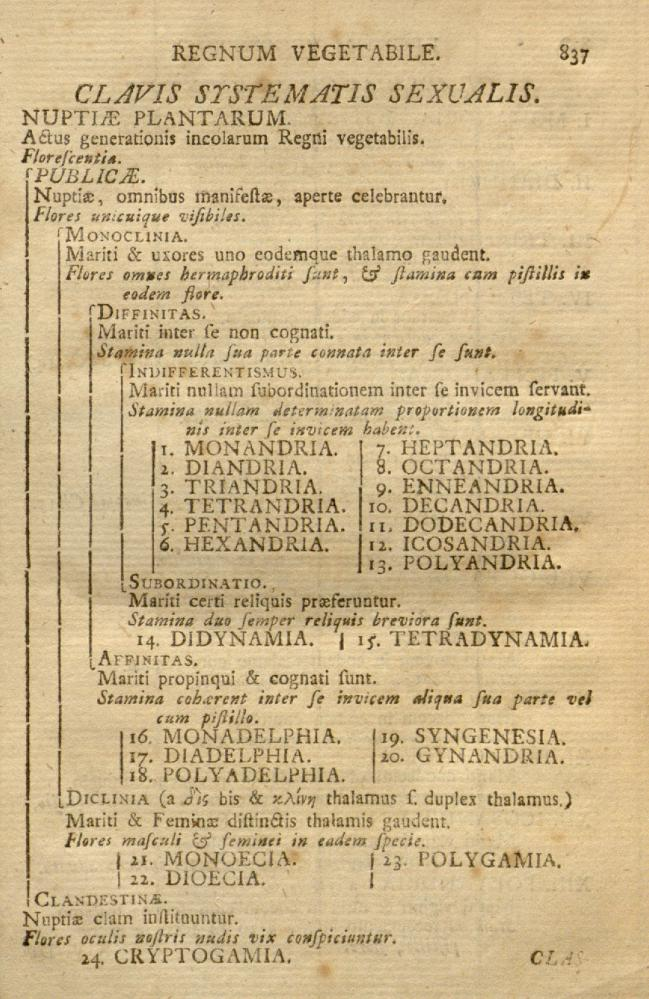
Clavis Systematis Sexualis in der 10. Auflage von Systema Naturae.

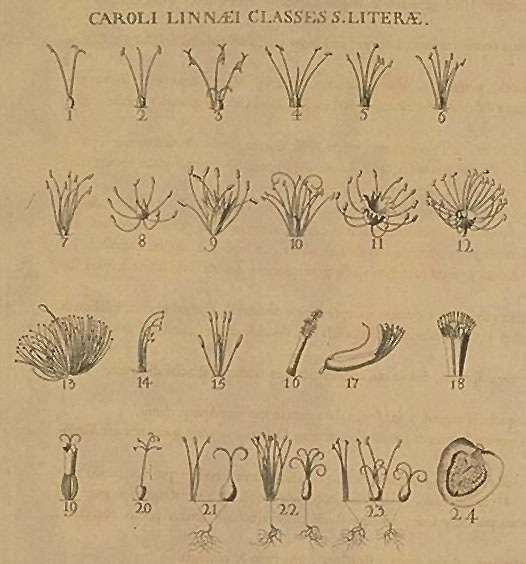
Die von Georg Dionysius Ehret gezeichnete Tafel Caroli Linnaei Classes Sive Literae in der 1. Auflage von Systema Naturale.

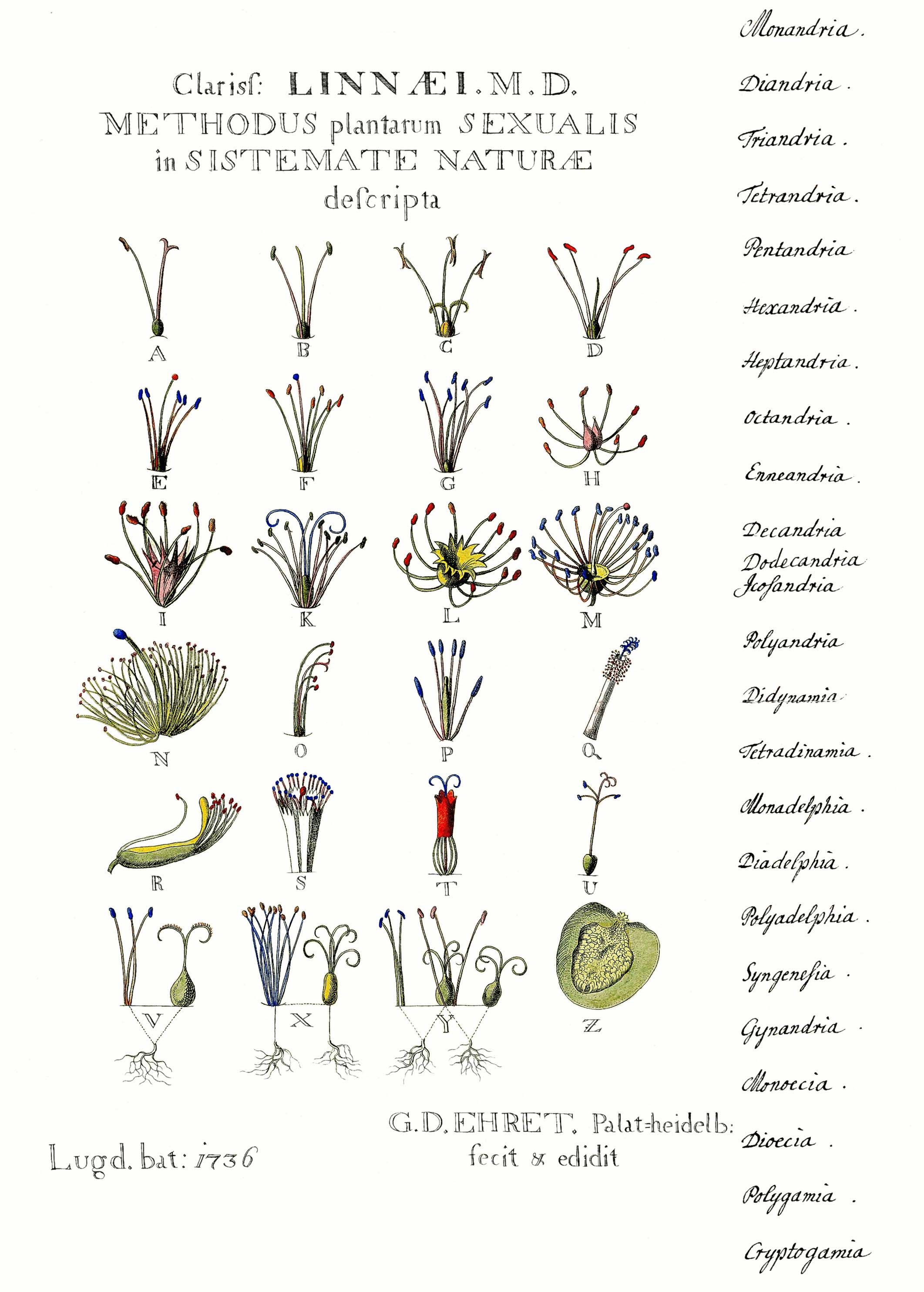
Spätere Fassung der Zeichnung Ehrets.

Linné erläuterte Georg Dionysius Ehret während seiner Arbeit am Hortus Cliffortianus sein neues Klassifizierungssystem für Pflanzen, woraufhin Ehret, zunächst für seinen privaten Gebrauch, eine Zeichnung mit den Unterscheidungsmerkmalen der 24 Klassen anfertigte. Die Tafel mit dem Titel Caroli Linnaei classes sive literae war schon 1735 Bestandteil der Erstausgabe von Linnés Systema Naturae und wurde später auch in anderen Werken von Linné verwendet.
Hier dienen die Zeichnungen Ehrets der Veranschaulichung von Linnés Sexualsystem der Pflanzen. Unter dem fettgeschriebenen Klassennamen sind die dazugehörigen Ordnungen aufgelistet. Danach folgen beispielhaft einige Pflanzengattungen die der jeweiligen Klasse angehören.
| Fruchtbildungsorgane sind deutlich sichtbar       |                                                                           |                                    |                                                                  | |
|                                                   | Monoclinia: Staubblätter und Stempel auf einer Blüte                      |                                    |                                                                  | |
|                                                   |                                                                           | Staubblätter sind nicht verwachsen |                                                                  | |
|                                                   |                                                                           |                                    | alle Staubblätter sind gleich lang, variieren aber in der Anzahl | |
|                                                   |                                                                           |                                    |                                                                  | I. Monandria Monogynia, Digynia z. B. Canna |
|                                                   |                                                                           |                                    |                                                                  | II. Diandria Monogynia, Digynia, Trigynia z. B. Olea, Piper |
|                                                   |                                                                           |                                    |                                                                  | III. Triandria Monogynia, Digynia, Trigynia z. B. Crocus, Iris |
|                                                   |                                                                           |                                    |                                                                  | IV. Tetrandria Monogynia, Digynia, Tetragynia z. B. Protea, Hamamelis, Ilex |
|                                                   |                                                                           |                                    |                                                                  | V. Pentandria Monogynia, Digynia, Trigynia, Tetragynia, Pentagynia, Polygynia z. B. Primula, Stapelia |
|                                                   |                                                                           |                                    |                                                                  | VI. Hexandria Monogynia, Digynia, Trigynia, Tetragynia, Polygynia z. B. Bromelia, Oryza |
|                                                   |                                                                           |                                    |                                                                  | VII. Heptandria Monogynia z. B. Trientalis |
|                                                   |                                                                           |                                    |                                                                  | VIII. Octandria Monogynia, Digynia, Trigynia, Tetragynia z. B. Acer |
|                                                   |                                                                           |                                    |                                                                  | IX. Enneandria Monogynia, Trigynia, Hexagynia z. B. Laurus |
|                                                   |                                                                           |                                    |                                                                  | X. Decandria Monogynia, Digynia, Trigynia, Pentagynia, Decagynia z. B. Cassia, Dianthus, Silene, Oxalis |
|                                                   |                                                                           |                                    |                                                                  | XI. Dodecandria Monogynia, Digynia, Trigynia, Pentagynia, Dodecagynia z. B. Sempervivum |
|                                                   |                                                                           |                                    |                                                                  | XII. Icosandria Monogynia, Digynia, Trigynia, Pentagynia, Polygynia z. B. Prunus |
|                                                   |                                                                           |                                    |                                                                  | XIII. Polyandria Monogynia, Digynia, Trigynia, Tetragynia, Pentagynia, Hexagynia, Polygynia z. B. Papaver, Paeonia, Reseda                                                                                              |
|                                                   |                                                                           |                                    | die Staubblätter sind ungleich lang                              | |
|                                                   |                                                                           |                                    |                                                                  | XIV. Didynamia Gymnospermia, Angiospermia z. B. Thymus |
|                                                   |                                                                           |                                    |                                                                  | XV. Tetradynamia Siliculosa, Siliquosa z. B. Iberis |
|                                                   |                                                                           | die Staubblätter sind verwachsen   |                                                                  | |
|                                                   |                                                                           |                                    |                                                                  | XVI. Monadelphia Pentandria, Decandria, Polyandria z. B. Geranium, Hibiscus |
|                                                   |                                                                           |                                    |                                                                  | XVII. Diadelphia Hexandria, Octandria, Decandria z. B. Lupinus |
|                                                   |                                                                           |                                    |                                                                  | XVIII. Polyadelphia Pentandria, Icosandria, Polyandria z. B. Citrus, Hypericum |
|                                                   |                                                                           |                                    |                                                                  | XIX. Syngenesia Polygamia aequalis, Polygamia superflua, Polygamia frustranea, Polygamia necessaria, Monogamia z. B. Gerbera, Senecio, Helianthus, Calendula, Lobelia                                                   |
|                                                   |                                                                           |                                    |                                                                  | XX. Gynandria Diandria, Triandria, Tetrandia, Pentandria, Hexandria, Decandria, Polyandria z. B. Orchis, Passiflora, Arum                                                                                               |
|                                                   | Diclinia: Staubblätter und Stempel befinden sich auf verschiedenen Blüten |                                    |                                                                  | |
|                                                   |                                                                           |                                    |                                                                  | XXI. Monoecia Monandria, Diandria, Triandria, Tetrandria, Pentandria, Hexandria, Heptandria, Polyandria, Monadelphia, Syngenesia, Gynandria z. B. Najas, Sparganium, Buxus, Ambrosia, Zizania, Jatropha, Pinus, Ricinus |
|                                                   |                                                                           |                                    |                                                                  | XXII. Dioecia Monandria, Diandria, Triandria, Tetrandria, Hexandria, Octandria, Enneandria, Decandria, Polyandria, Monadelphia, Syngenesia, Gynandria z. B. Salix, Cannabis, Taxus                                      |
|                                                   |                                                                           |                                    |                                                                  | XXIII. Polygamia Monoecia, Dioecia, Polyoecia z. B. Musa |
| Fruchtbildungsorgane sind nicht deutlich sichtbar |                                                                           |                                    |                                                                  | |
|                                                   |                                                                           |                                    |                                                                  | XXIV. Cryptogamia Filices, Musci, Algae, Fungi z. B. Ficus, Ophioglossum, Sphagnum, Jungermannia, Mucor, Spongia |

## Namensbildung
Die von Linné gebildeten Namen für seine Klassen und Ordnungen lassen sich in der Regel leicht erschließen. So leitet sich beispielsweise der Name der Klasse Triandria von den beiden Wortbestandteilen tri, also „drei“ und andria für „männlich“ her und steht für eine Pflanze mit drei Staubblättern. Die Klasse Didynamia, bestehend aus di für „zwei“ und dynamia für „mächtig“ erschließt sich so als „Zweimächtige“ (zwei Staubblätter sind länger als die übrigen).
Die Pfingstrosen, die viele Staubblätter und zwei Stempel aufweisen, gehören demnach zur Klasse Polyandria und in die Ordnung Digynia.
Die folgende Tabelle soll das Verständnis für die von Linné gebildeten Name erleichtern:
| Zahlwörter | Zahlwörter | Andere  | Andere              |
| ---------- | ---------- | ------- | ------------------- |
| Vorsilbe   | Bedeutung  | Silbe   | Bedeutung           |
| mono-      | ein-       | andr-   | Mann                |
| di-        | zwei-      | gyn-    | Weib                |
| tri-       | drei-      | -oecia  | häusig              |
| tetra-     | vier-      | clin-   | liegen              |
| penta-     | fünf-      | dynam-  | Macht               |
| hex-       | sechs-     | delphy- | brüdrig             |
| hept-      | sieben-    | crypt-  | verborgen           |
| oct-       | acht-      | syn-    | mit, zusammen       |
| enne-      | neun-      | gam-    | Hochzeit, vereinigt |
| dec-       | zehn-      | gymn-   | nackt               |
| dodec-     | zwölf-     | angi-   | Behälter            |
| icos-      | zwanzig-   |         |                     |
| poly-      | viel-      |         |                     |

## Nachweise